# BAAT
BAAT (англ. Bile acid-CoA:amino acid N-acyltransferase) – білок, який кодується однойменним геном, розташованим у людей на короткому плечі 9-ї хромосоми. Довжина поліпептидного ланцюга білка становить 418 амінокислот, а молекулярна маса — 46 299.
| 10         |  | 20         |  | 30         |  | 40         |  | 50         |
| ---------- |  | ---------- |  | ---------- |  | ---------- |  | ---------- |
| MIQLTATPVS |  | ALVDEPVHIR |  | ATGLIPFQMV |  | SFQASLEDEN |  | GDMFYSQAHY |
| RANEFGEVDL |  | NHASSLGGDY |  | MGVHPMGLFW |  | SLKPEKLLTR |  | LLKRDVMNRP |
| FQVQVKLYDL |  | ELIVNNKVAS |  | APKASLTLER |  | WYVAPGVTRI |  | KVREGRLRGA |
| LFLPPGEGLF |  | PGVIDLFGGL |  | GGLLEFRASL |  | LASRGFASLA |  | LAYHNYEDLP |
| RKPEVTDLEY |  | FEEAANFLLR |  | HPKVFGSGVG |  | VVSVCQGVQI |  | GLSMAIYLKQ |
| VTATVLINGT |  | NFPFGIPQVY |  | HGQIHQPLPH |  | SAQLISTNAL |  | GLLELYRTFE |
| TTQVGASQYL |  | FPIEEAQGQF |  | LFIVGEGDKT |  | INSKAHAEQA |  | IGQLKRHGKN |
| NWTLLSYPGA |  | GHLIEPPYSP |  | LCCASTTHDL |  | RLHWGGEVIP |  | HAAAQEHAWK |
| EIQRFLRKHL |  | IPDVTSQL   |  |            |  |            |  |            |

A: Аланін

C: Цистеїн

D: Аспарагінова кислота

E: Глутамінова кислота

F: Фенілаланін

G: Гліцин

H: Гістидин

I: Ізолейцин

K: Лізин

L: Лейцин

M: Метіонін

N: Аспарагін

P: Пролін

Q: Глутамін

R: Аргінін

S: Серин

T: Треонін

V: Валін

W: Триптофан

Кодований геном білок за функціями належить до трансфераз, гідролаз, ацилтрансфераз, серинових естераз, фосфопротеїнів. 
Задіяний у таких біологічних процесах, як метаболізм жирних кислот, метаболізм ліпідів. 
Локалізований у цитоплазмі.